# Tero (mitología)
Tero (en griego antiguo: Θηρώ, Thērṑ) es un personaje de la mitología griega, hija de Filanto (hijo de Antíoco) y de Leipefilene.

## Mitología
Tero tenía un hermano llamado Hípotes.
Lo especial de ella era el importante linaje que tenía a través de sus dos familias: Ificles por parte de madre y Heracles por parte de padre.
Reconocida por su belleza, fue seducida por el dios Apolo y de la unión nació un hijo, Querón, que se convertiría en un famoso y hábil domador de caballos.